# Siège de Paris (1870-1871)
Pour les articles homonymes, voir Siège de Paris.
Guerre franco-prussienne
Batailles
- Chronologie de la guerre franco-prussienne de 1870
- Sarrebruck (08-1870)
- Wissembourg (08-1870)
- Forbach-Spicheren (08-1870)
- Wœrth (08-1870)
- Bitche (08-1870)
- Phalsbourg (08-1870)
- Borny-Colombey (08-1870)
- Strasbourg (08-1870)
- Mars-la-Tour (08-1870)
- Toul (08-1870)
- Gravelotte (08-1870)
- Metz (08-1870)
- Nouart (08-1870)
- Beaumont (08-1870)
- Noisseville (08-1870)
- Sedan (08-1870)
- Montmédy (09-1870)
- Soissons (09-1870)
- Siège de Paris et chronologie du siège (09-1870)
- Nompatelize (10-1870)
- Bellevue (10-1870)
- Châtillon (10-1870
- Châteaudun (10-1870)
- Buzenval (10-1870)
- Bourget (10-1870)
- Dijon (10-1870)
- Belfort (11-1870)
- La Fère (11-1870)
- Langres (11-1870)
- Bouvet et Meteor (navale) (11-1870)
- Coulmiers (11-1870)
- Thionville (11-1870)
- Châtillon-sur-Seine (11-1870)
- Villers-Bretonneux (11-1870)
- Beaune-la-Rolande (11-1870)
- Champigny (11-1870)
- Orléans (12-1870)
- Loigny (12-1870)
- Châteauneuf (12-1870)
- Beaugency (12-1870)
- Longeau (12-1870)
- l’Hallue (12-1870)
- Siège de Péronne (1871)
- Bapaume (01-1871)
- Villersexel (01-1871)
- Le Mans (01-1871)
- Héricourt (01-1871)
- Saint-Quentin (01-1871)
- Buzenval (01-1871)

Le siège de Paris est un épisode de la guerre franco-allemande de 1870. À partir du 17 septembre 1870, la ville est rapidement encerclée par les troupes allemandes, que la résistance parisienne n'empêche pas de progresser au nord de la Loire durant l'automne 1870.

## Contexte
Avec la capitulation de Sedan, les armées prussiennes et leurs alliés déferlent sur le nord de la France et vont mettre le siège devant Paris. Dans la capitale, la nouvelle parvient dans l'après-midi du 3 septembre. Lors d'une séance de nuit de l'Assemblée, Jules Favre présente une motion prononçant la déchéance de Napoléon III. La décision est remise au lendemain. Le 4 septembre, la foule et la Garde nationale envahissent le palais Bourbon et réclament la déchéance de la dynastie. Alors que l'impératrice Eugénie et le comte de Palikao prennent le chemin de l'exil, Jules Favre entraîne les députés de tendance républicaine à l'hôtel de ville et instaure un gouvernement de la Défense nationale. Le général Trochu, gouverneur de Paris, en est porté à la présidence et donne la caution de l'armée au mouvement par lequel les républicains bourgeois prennent de court les révolutionnaires (les rouges).
Les proclamations officielles de Trochu et Favre vont dans le sens d'une résistance à outrance contre l'envahisseur. Le général Trochu a choisi de faire rentrer dans la capitale l'armée de 40 000 hommes de Vinoy sur des considérations peut-être plus politiques que militaires. Pendant les semaines qui suivent la proclamation de la République, les troupes prussiennes et leurs alliés continuent donc leur avancée sur le territoire sans grande opposition. Le gouvernement ayant choisi de rester dans Paris, une délégation est envoyée à Tours pour coordonner l'action en province sous les ordres d'Adolphe Crémieux, ministre de la Justice, accompagné par Glais-Bizoin et l'amiral Fourichon. Le 15 septembre, Adolphe Thiers est mandaté et envoyé en mission auprès des capitales européennes pour rechercher des appuis dans l'espoir, qui s’avérera vain, de peser sur les exigences prussiennes.

## Fortifications et forces en présence

### Fortifications

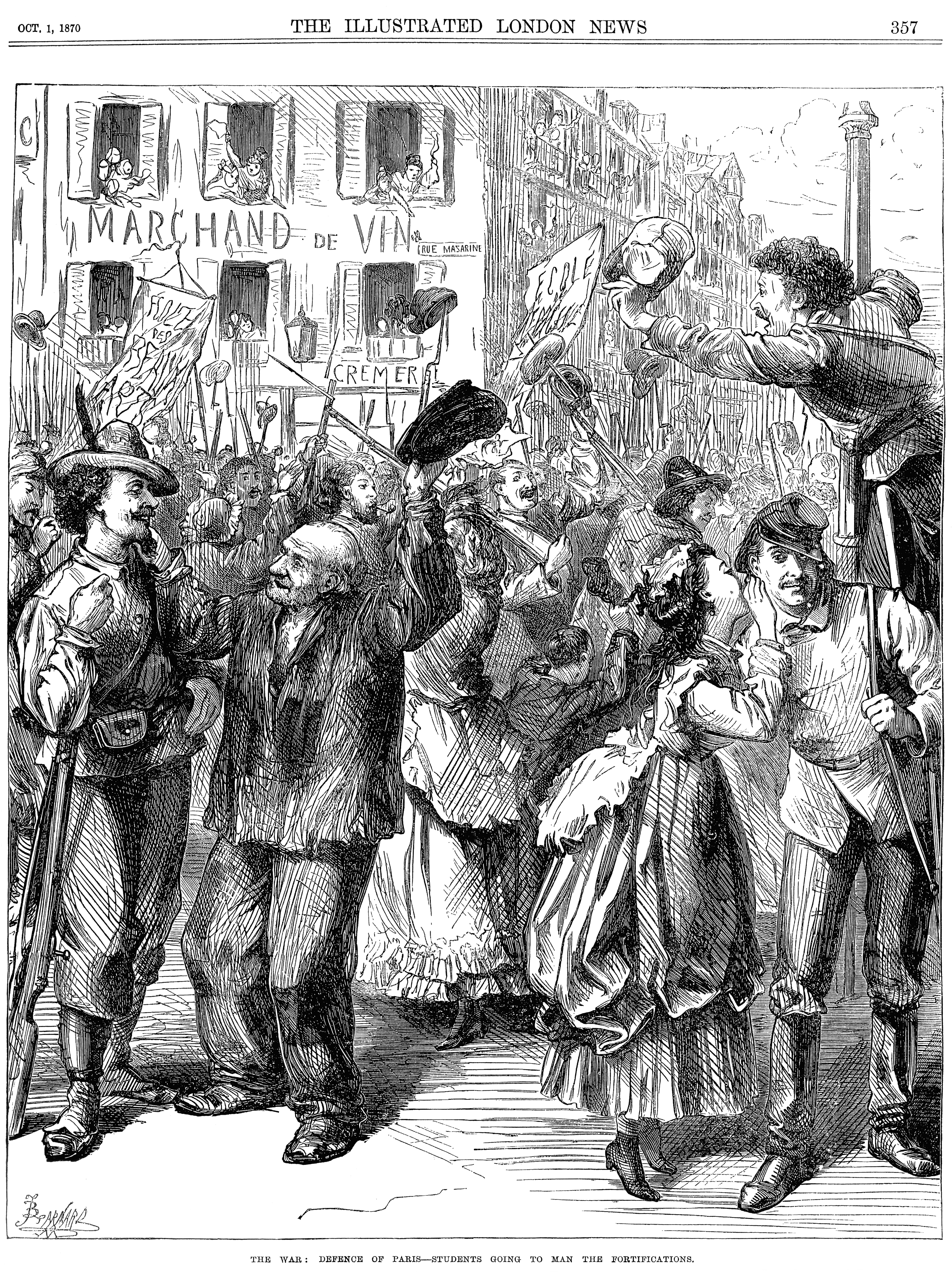
La Guerre : La défense de Paris - Des étudiants se rendant aux barricades (Illustrated London News, 1 octobre 1870).

Depuis 1840, à l'initiative du gouvernement Thiers, Paris est une ville fortifiée, entourée de lignes de forts et de fortifications. Cet ensemble de fortifications est constitué d'un mur d'enceinte continu, percé de portes, et renforcé de 94 bastions, et d'un fossé. L'espace entre les anciens murs des Fermiers généraux et l'enceinte est peu peuplé, laissant encore des exploitations agricoles entre les villages inclus dans l'enceinte.
À l'extérieur, pour couvrir les approches, 15 forts sont construits :
- Au nord, ceux de la Briche, de la double Couronne[4] et de l'Est tous autour de Saint-Denis.
- À l'est, ceux d'Aubervilliers, de Romainville, de Noisy, de Rosny, Nogent et de Vincennes.
- Au sud, les forts de Charenton, Ivry, Bicêtre, Montrouge, Vanves, Issy.
- À l'ouest celui du Mont-Valérien.

Des ouvrages complémentaires (redoutes et fortins) avaient été construits pour assurer une ligne de défense externe continue, mais certains de ces ouvrages complémentaires n'étaient pas terminés. Parmi ceux-ci six redoutes avaient été armées rapidement dont celles de Gennevilliers au nord, et au sud celles de Créteil, du Moulin de Saquet et des Hautes-Bruyères.
L'enceinte même des fortifications de Paris, d'un périmètre de 34 km, est divisée en neuf secteurs commandés chacun par un officier supérieur ou général de la marine. Ces fortifications sont sans armement ni entretien en 1870, elles ne servent plus que de ligne d'octroi. Dès la déclaration de la guerre, mais surtout à partir de la mi-août, on répare et prépare les fortifications en urgence, plus de 3 000 canons lourds sont rapatriés (des arsenaux et des côtes atlantiques essentiellement). Après le 4 septembre 1870, le gouvernement de la Défense nationale arme les fortifications avec tous les moyens disponibles. Dans Paris, des ateliers d'armements sont installés, comme dans le palais du Louvre par exemple. Il y avait six secteurs sur la rive droite et trois sur la rive gauche. Dans la zone militaire les maisons avaient été rasées, des barricades avaient été élevées, des casemates blindées avaient été creusées. L'armée assemblait dans ses ateliers de Meudon un canon moderne, le Modèle 67. Avec l'encerclement de la capitale, la production se poursuivit dans Paris intra muros, et l'on estime qu'environ 200 de ces pièces ont été finalement fabriquées. C'étaient des armes composites, faites de bronze, mais aussi de l'acier qu'on avait pu récupérer en refondant les essieux de locomotives. On les surnomma « canons Trochu. » Après la capitulation, les Allemands confisquèrent 33 de ces pièces, mais l'Armée de la Loire put en récupérer quelques-unes.
En septembre 1870, la défense de Paris est composée de 94 bastions, six forts sur la rive gauche, huit forts sur la rive droite ainsi que trois forts à Saint-Denis.

### Forces françaises

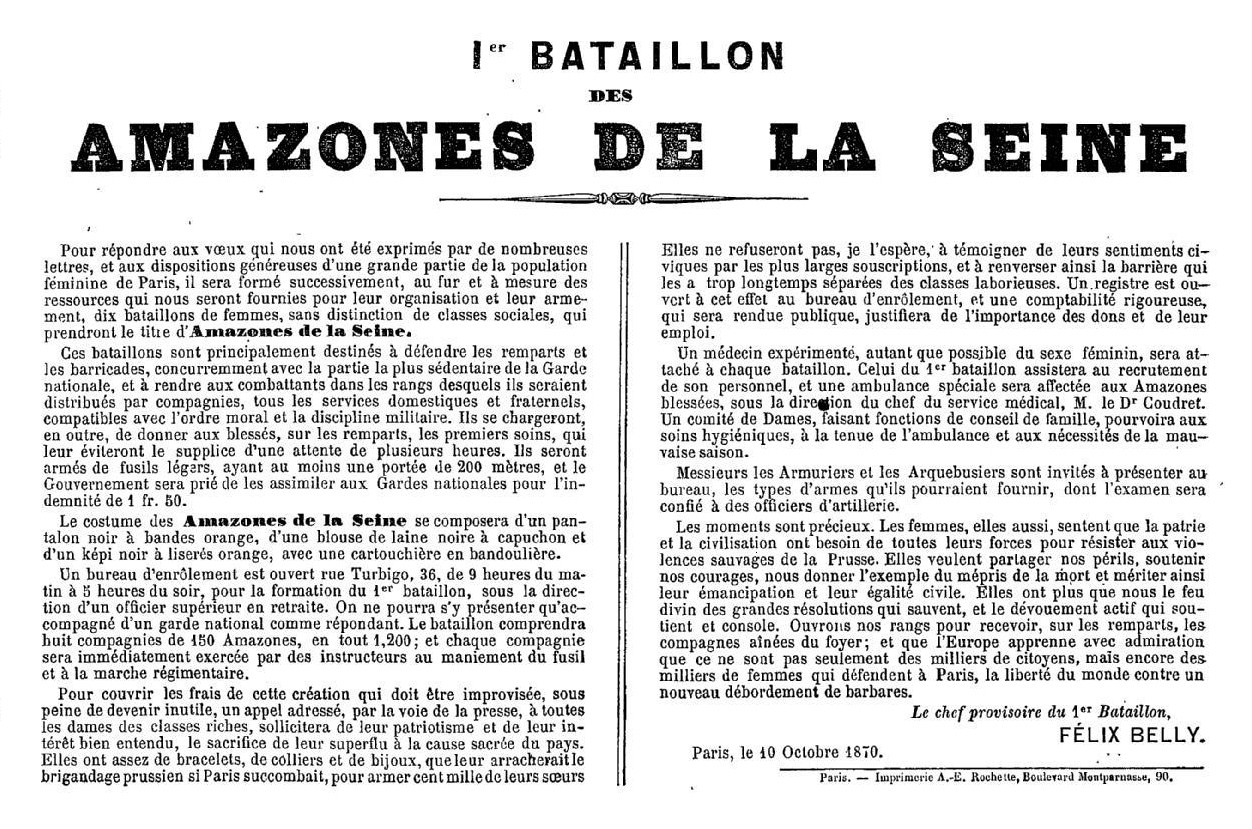
Annonce de la création de bataillons féminins à Paris.

Côté français, la défense de Paris dispose de 220 000 hommes immédiatement disponibles[réf. nécessaire], mais de valeurs combatives très différentes.
D'un côté de vieux régiments d'une fermeté inébranlable ; 80 000 soldats[réf. nécessaire] (34e et 35e régiments d'infanterie de ligne du XIIIe corps commandé par le général Vinoy), de 14 000 marins canonniers[réf. nécessaire] sous les ordres du l'amiral La Roncière-Le Noury et 20 000 hommes[réf. nécessaire] des corps spéciaux (train, gendarmerie,, douaniers…).
Il y a également quelques corps francs ou groupes de francs-tireurs, recrutés dans des professions où l'usage des armes à feu était habituel, qui interviennent en avant de la ligne de forts comme les éclaireurs de la Seine et les éclaireurs de la Presse. C'est l'occasion pour de nombreux étrangers vivant à Paris de démontrer leur francophilie et de défendre leur ville de résidence : la Légion des Amis de la France est ainsi composée de plus de 300 étrangers, Belges, Suisses, Polonais, Anglais ou encore Tchèques.
D'un autre côté, la Garde nationale mobile, essentiellement levée dans les départements, comprend 100 000 hommes mal encadrés et peu exercés. Les effectifs des 266 bataillons de Garde nationale sédentaire atteindront jusqu'à 300 000 hommes hâtivement armés, parisiens (bourgeois et ouvriers) sans discipline, et élisant leurs propres officiers. Parmi ces unités, certaines sont incapables de supporter le feu, comme la division Caussade ou certains bataillons de la Garde nationale. D'autre part, un grand nombre de Gardes nationaux, par leur âge, par leurs habitudes professionnelles, leurs aptitudes physiques, étaient incapables de se plier rapidement aux exercices nécessaires à des troupes qui doivent tenir campagne.
Il y a au total en permanence plus de 400 000 hommes disponibles pour défendre Paris, mais moins d'un quart d'entre eux ont une formation militaire.

### Forces allemandes
À partir du 20 septembre, les deux armées allemandes s'étaient installées solidement dans leurs cantonnements fortifiant plusieurs villages dont ils barricadaient les rues et crénelaient les maisons. Ces redoutes improvisées offraient toutefois des obstacles très sérieux car elles permirent aux troupes allemandes, à chaque attaque des assiégés, d'attendre les renforts grâce à des communications bien établies avec la pose instantanée du télégraphe militaire.
Le blocus fut établi par trois cordons de troupes, qui s'épaississait par une rapide concentration en cas de bataille. De cette façon, avec 160 000 à 180 000 soldats au maximum, le général Moltke, certain que le commandement français de Paris n'oserait pas risquer des attaques persistantes au même endroit, dans la crainte d'une capitulation en rase campagne, put encercler une ville de 2 000 000 d'habitants défendue par 400 000 hommes, dont 150 000 pouvaient agir au même endroit. Il poussa même l'audace, plusieurs fois, jusqu'à détacher au nord et à l'ouest des forces relativement considérables.
Au début du siège, les Allemands disposent de 150 000 hommes, mais ce chiffre progressera au fur et à mesure de la libération des troupes de siège (Metz, Toul, Strasbourg), pour atteindre 400 000 hommes. L'acheminement de l'artillerie lourde ne commence que fin novembre, une fois contrôlés les axes ferroviaires.
Bismarck et Moltke ont décidé d'éviter d'exposer leurs troupes dans un combat de rues. Ils comptent sur la lassitude et la faim pour obtenir la capitulation de Paris, et se contenteront donc de repousser toute tentative de percée. Dans un rayon de dix kilomètres autour de la capitale, les Allemands installent leurs cantonnements mais, prudemment, ne lancent pas l’attaque attendue par les Parisiens. Manipulés par les Prussiens et démoralisés par l’inaction, les Parisiens ne tentent que quelques sorties contre les Prussiens, qui se solderont par des échecs et de lourdes pertes humaines. Le commandement allemand s'est installé à Versailles.

## Encerclement
À aucun moment la défaite des armées françaises n'avait été imaginée. C'est donc dans la précipitation que la ville de Paris est mise en défense.
Au moment où le siège de Paris semble inéluctable, le gouvernement engage un immense effort de travaux de défense qui doit faire, en quelques semaines, d'une ville jugée hors d'état de se défendre, une place véritablement imprenable. Le génie militaire, l'artillerie, et le ministère des Travaux publics, auxiliaire du génie et de l'artillerie, y ont concouru.
L'enceinte continue est divisée en neuf secteurs, avec un certain nombre de fortifications qui ne sont pas terminées, comme sur les hauteurs de Montretout et de Châtillon, puis abandonnées par les troupes en place. Ces abandons allaient coûter cher aux Français. En effet, c'est sur le plateau de Châtillon que les Prussiens installeront leur artillerie lourde qui foudroiera les forts et la capitale.
Afin de contrarier autant que possible la marche des Prussiens sur Paris, huit régiments de cavalerie, commandés par les généraux Gustave Coste de Champéron et Jean-Henry Reyau, sont dirigés sur Meaux avec ordre de harceler l'ennemi.

### Premiers contacts: l'«entrevue de Ferrières»
Alors que Jules Favre a demandé une entrevue avec Otto von Bismarck, entrevue qui se déroule les 19 et 20 septembre à Ferrières, Ducrot convainc un Trochu sceptique de reprendre la redoute de Châtillon aux Prussiens. Les moyens engagés sont insuffisants, et Ducrot doit se replier dans l'après-midi du 19 sur l'ordre formel de Trochu. Ce double événement montre déjà un probable double-jeu de la part du gouvernement.

## Actions militaires et négociations

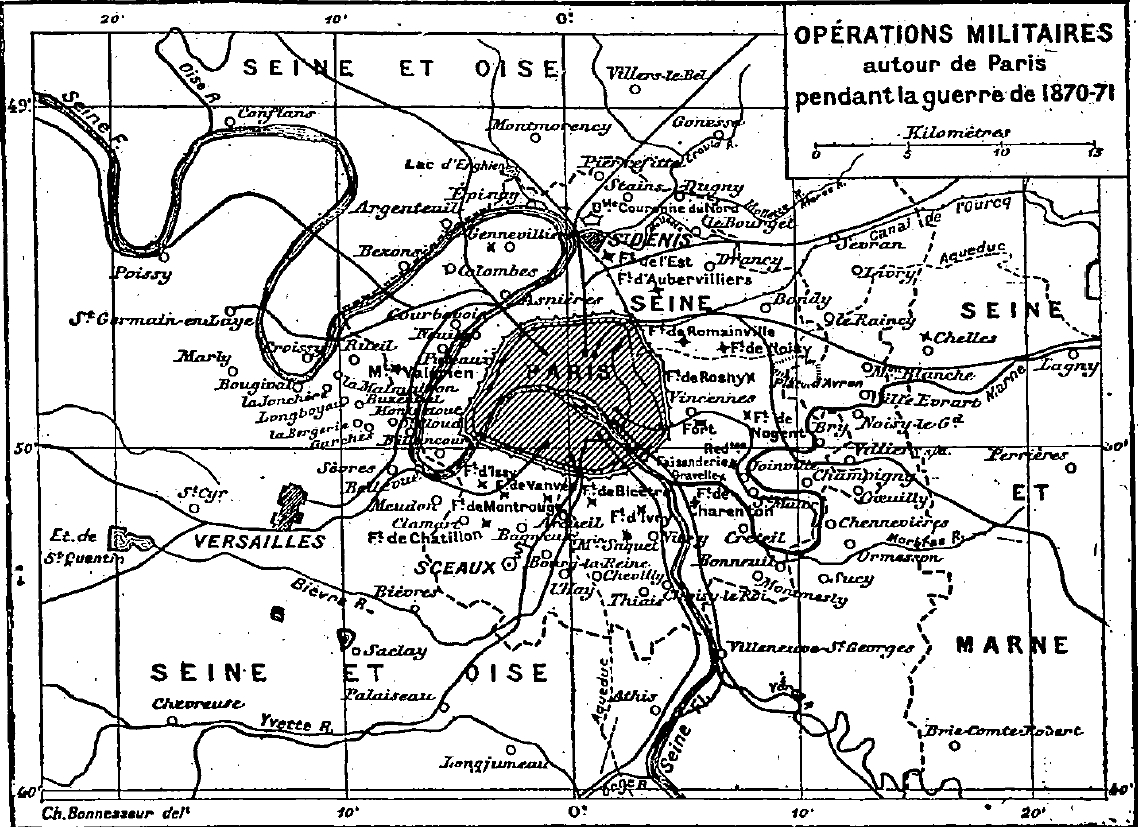
Opérations militaires autour de Paris durant le siège.

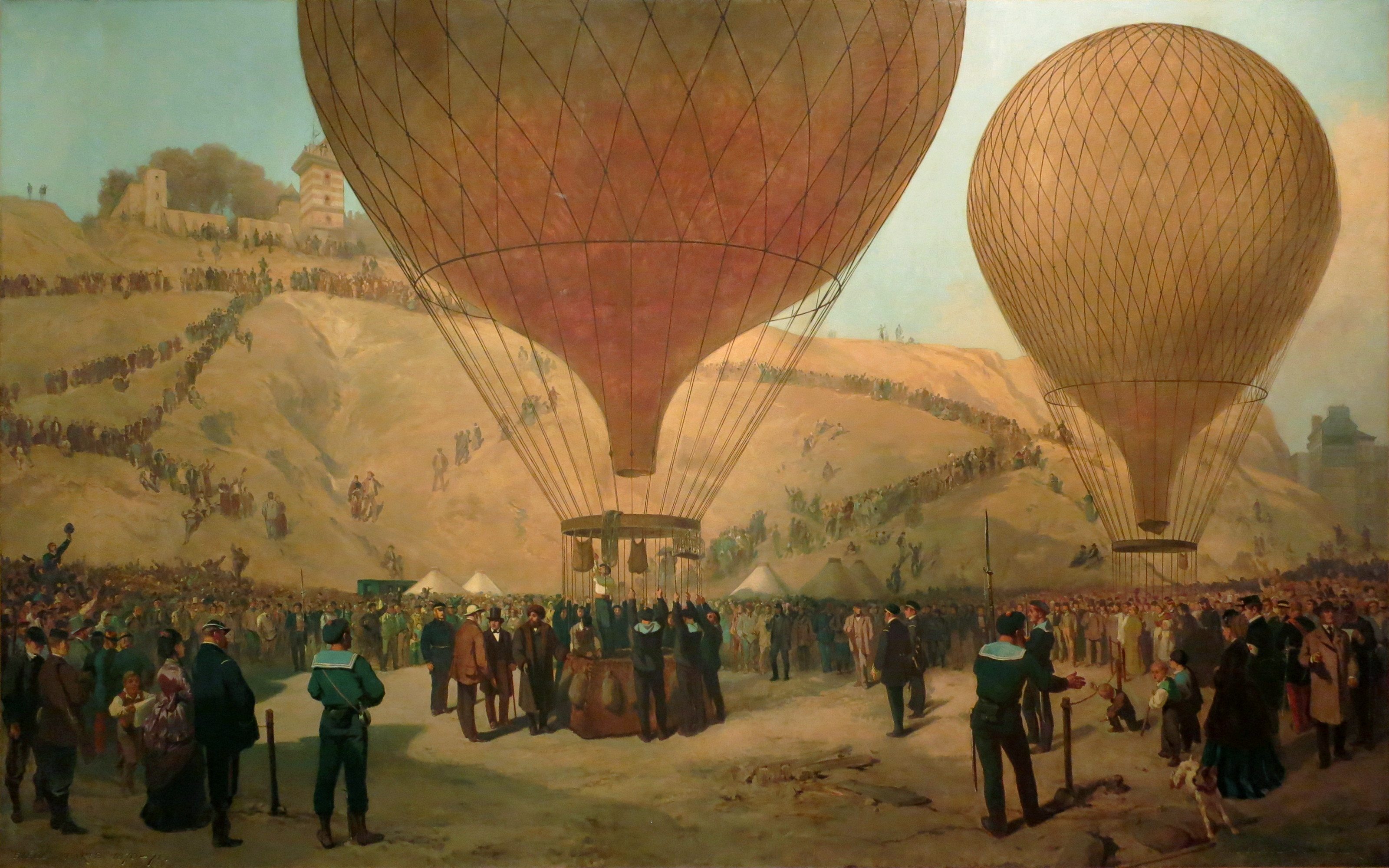
7 octobre 1870 : départ de l’Armand Barbès, ballon monté avec courrier et passagers, parmi lesquels Léon Gambetta (tableau de Jules Didier et Jacques Guiaud, musée Carnavalet).

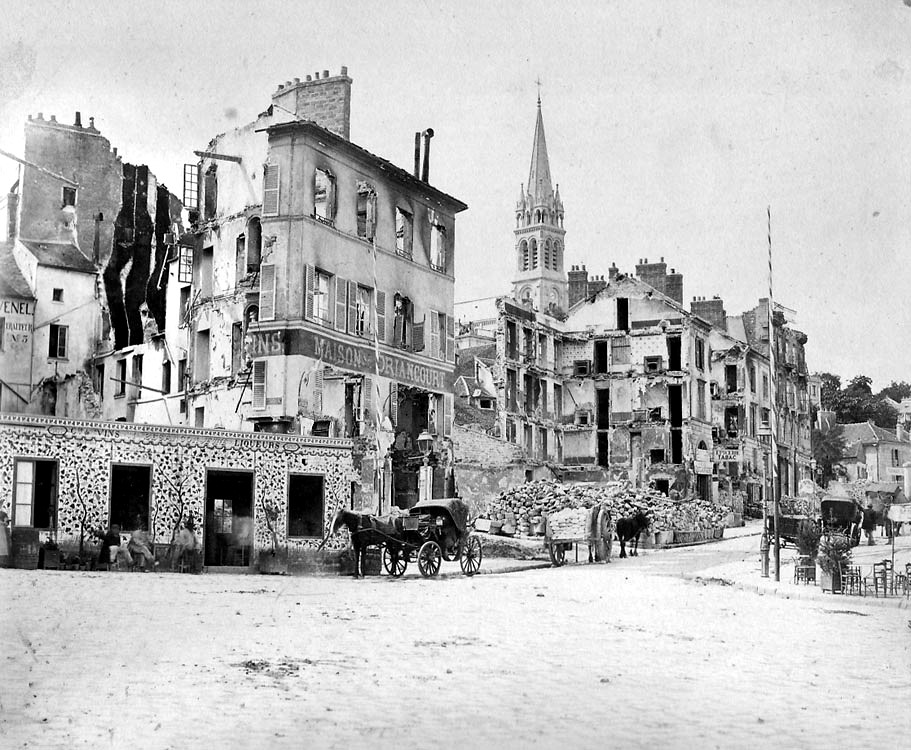
octobre 1870 : La place d'Armes de Saint-Cloud après les bombardements français et prussien.

- 17 au 19 septembre : combat de Montmesly, première bataille de Châtillon, l'encerclement de Paris.

L'armée prussienne arrivant de Charleville-Mézières avance vers Paris en deux colonnes, l'une arrive par la Brie et traverse la Seine à Villeneuve-Saint-Georges et Corbeil, l'autre arrive par Écouen et Pontoise.
Le 17 septembre, premiers combats à Montmesly entre les troupes de la défense nationale et l'avant-garde de la IIIe armée allemande. On signale un peu partout la présence des uhlans autour de Paris. Les avant-gardes des Ire et IIIe armées, victorieuses de Sedan, font mouvements dans l'Est et le Sud de Paris. Elles sont respectivement sous le commandement du maréchal Moltke et du prince de Prusse.
Le 18 septembre au soir, la ville de Versailles est encerclée, puis investie le 19 septembre au petit matin sans combats. L'état-major prend possession du château l'après-midi du 19 septembre, le haut-commandement prussien, dont Bismarck, s'installe dans la demeure des Rothschild au château de Ferrière-en-Brie. De fait, l'encerclement de Paris se réalise par le sud, par l'ouest et par le nord durant la journée de ce dimanche 18 septembre. Les derniers moyens de communication entre Paris et la province sont interrompus au cours de l'après-midi du 18 septembre.
Le 19 septembre, les troupes françaises tentent d'éviter l'enfermement, et de conserver les ouvrages défensifs de Clamart et de Châtillon. Sous le commandement du général Ducrot, 45 000 hommes se déploient en deux ailes : d'un côté entre Bagneux et Montrouge, de l'autre dans les bois de Clamart et de Meudon, centrées sur la redoute de Châtillon. L'aile gauche recule, abandonne Bagneux sous les attaques du 2e corps bavarois. Puis l'après-midi, les Allemands (5e corps prussien) pilonnent la route de Châtillon et la redoute fortifiée encore en construction. La place devient vite intenable, la retraite est sonnée. Les hommes se replient dans Paris sous l'effet de la panique, en courant pour certains. La prise de cette position par les Allemands est un échec pour la défense française, qui leur laisse un point stratégique. Ils pourront ainsi bombarder Paris en décembre 1870 et janvier 1871.
L'encerclement de Paris et des forts extérieurs est achevé le soir du 19 septembre, après cette première « bataille de Châtillon ». Les armées ennemies se tiennent toujours dans un rayon de 10 à 12 kilomètres, long cordon s'étirant sur une centaine de kilomètres. C'est le premier jour du « siège de Paris ».
- 22 septembre : le plateau de Villejuif est repris, et conservé malgré une réplique à l'artillerie allemande.
- 30 septembre : reconnaissance vers Chevilly et Thiais, malgré une avance sans engagement des réserves, la retraite est sonnée avant l'arrivée des renforts allemands.
- 7 octobre : Léon Gambetta quitte Paris à bord du ballon monté L'Armand Barbès. Il rejoint le gouvernement replié à Tours.

- 9 octobre : combats de Malmaison et Chevilly.
- 13 octobre : deuxième bataille de Châtillon (offensive entre Clamart et Bagneux pour reprendre le plateau de Clamart) : combats de Fontenay-aux-Roses et Clamart, les maisons de Châtillon sont reprises une à une. Malgré le succès et les faibles pertes côté français, la retraite est sonnée. Bombardement de Saint-Cloud par les canons du Mont-Valérien, tenu par les troupes républicaines, et incendie de la ville et du château de Saint-Cloud, à la suite de ce bombardement[16].
- 21 octobre : première bataille de Buzenval. Lors de cette tentative de percée, les troupes françaises atteignent Saint-Cucufa et La Malmaison ; les Allemands bousculés envisagent le retrait de l'état-major de Versailles. Puis la contre-offensive prussienne fait reculer les troupes de la défense nationale, la retraite est sonnée. Le 22 octobre, les habitants du village de Buzenval sont mis à l'amende, 18 d'entre eux sont traduits en conseil de guerre pour avoir aidé les troupes françaises, deux seront déportés en Allemagne, trois autres fusillés devant les habitants. Le village est évacué immédiatement après par les Allemands.
- 28 au 30 octobre : première bataille du Bourget. Après un succès, les troupes françaises se trouvent prises au piège dans le village du Bourget qui sera repris maison par maison par les troupes prussiennes. Le dernier carré français replié dans l'église se rend vers 11 h 30 le 30 octobre, faute de munitions. C'est dans cette bataille que le commandant Ernest Baroche perd la vie.
- 30 octobre : retour d'Adolphe Thiers à Paris avec un sauf-conduit prussien – discussion avec le gouvernement sur les modalités d'un armistice.
- 31 octobre : journée révolutionnaire et tentative de proclamation de la Commune.
- 3 novembre : plébiscite en faveur du gouvernement, qui demande au peuple parisien son soutien. Celui-ci lui est accordé (plus de 320 000 civils et 236 000 soldats lui votent son soutien, contre 52 000 et 9 000 non-respectifs).
- 5 novembre : élections des maires des 20 arrondissements.
- 30 novembre au 3 décembre : la grande sortie — ou bataille de Champigny : tentative de percée par Champigny vers l'est dans la boucle de la Marne dans l'espoir de rejoindre l'armée de la Loire qui devait marcher sur Fontainebleau.

L'offensive est menée en direction du plateau d'Avron dans la boucle de la Marne par le général Ducrot. Le lendemain 1er décembre, Ducrot demande une suspension d'armes, à la grande surprise des Prussiens alors bousculés. Ce contretemps permet à ces derniers d'obtenir les renforts nécessaires pour passer à la contre-offensive le 2 décembre.
- 21 décembre : combats de Stains – deuxième bataille du Bourget : entrepris par le général Ducrot, par une température de −14 °C, l'offensive est stoppée dès le lendemain[17].
- 27 décembre : début du bombardement des forts, d'abord à partir de l'est, puis du sud. La ville est ensuite bombardée systématiquement, jusqu'en janvier, à partir du plateau de Châtillon, d'où les Allemands ajustent leur tirs depuis la « tour Biret ». Le 27 décembre, le plateau d'Avron, et les forts de Noisy, Nogent et Rosny, sont pilonnés[18]. Le plateau d'Avron est évacué par l'artillerie française le 29 décembre pour éviter une éventuelle capture des canons. Le 4 janvier, ce sont les forts de l'Est, dont Montreuil et Bondy, qui sont sous le feu des obus.
- 5 janvier : les batteries prussiennes équipées de nouveaux canons Krupp sont positionnées à Meudon, Saint-Cloud et Boulogne. Celles positionnées sur les hauteurs de Clamart, Châtillon, L'Hay et Fontenay-aux-Roses dont les pièces ont une portée de 8 km commencent à bombarder Paris : les premiers obus tombent rues Lalande, Daguerre[19], d'Assas, des Feuillantines, dans le cimetière du Montparnasse et dans le quartier du Luxembourg. Durant la nuit du 5 au 6 janvier, le bombardement devient violent, touche le quartier du Panthéon, du Val-de-Grâce et le Quartier latin[20]. La nuit du 6 au 7 janvier, c'est le quartier de Grenelle qui est touché, et le quartier de l'Observatoire. Le 7 janvier, le viaduc d'Auteuil sert de cible, comme l'hôtel des Invalides transformé en hôpital. Le 9 janvier, cinq cents obus tombent dans et autour du jardin du Luxembourg. Le 12 janvier, l'hôpital de la Salpétrière est visé, malgré la Convention de Genève de 1864 et du drapeau de la Croix-rouge visible sur ses toits[21]. Entre le 5 et le 18 janvier, les forts de Montrouge, de Vanves et d'Issy sont pratiquement détruits, la capitale elle-même est très touchée du côté de la porte Maillot, ainsi qu'entre la porte d'Orléans et la porte de Saint-Cloud, comme dans l'ensemble des quartiers de la rive gauche de la Seine.
- 7 janvier : l'Affiche rouge où l'on reconnaît le style de Jules Vallès est placardée à l'initiative du Comité central des vingt arrondissements. Elle constitue un acte d'accusation contre l'inertie du gouvernement[22].
- 19 janvier : dernières tentatives – seconde bataille de Buzenval et Montretout (Rueil). Les troupes (90 000 hommes disposées en trois colonnes) sous la protection du Mont-Valérien progressent à nouveau jusqu'à Saint-Cucufa et Garches ; la contre-offensive détruira le village de Garches.
- 22 janvier : grande manifestation réprimée.

- 28 janvier : convention d’armistice et cessez-le feu le soir même à 20 h 40.

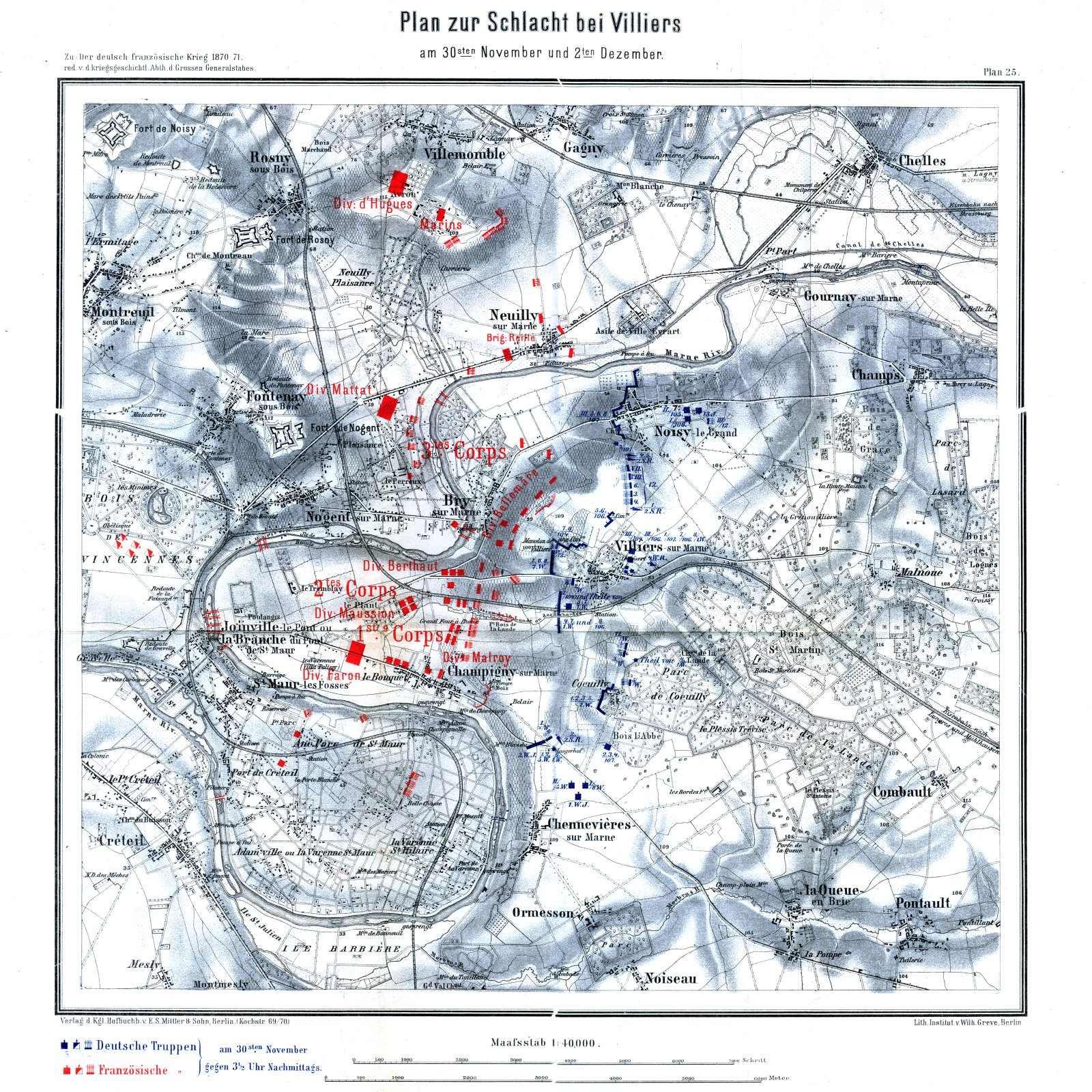
Plan (légendes en allemand) de la bataille de Champigny.
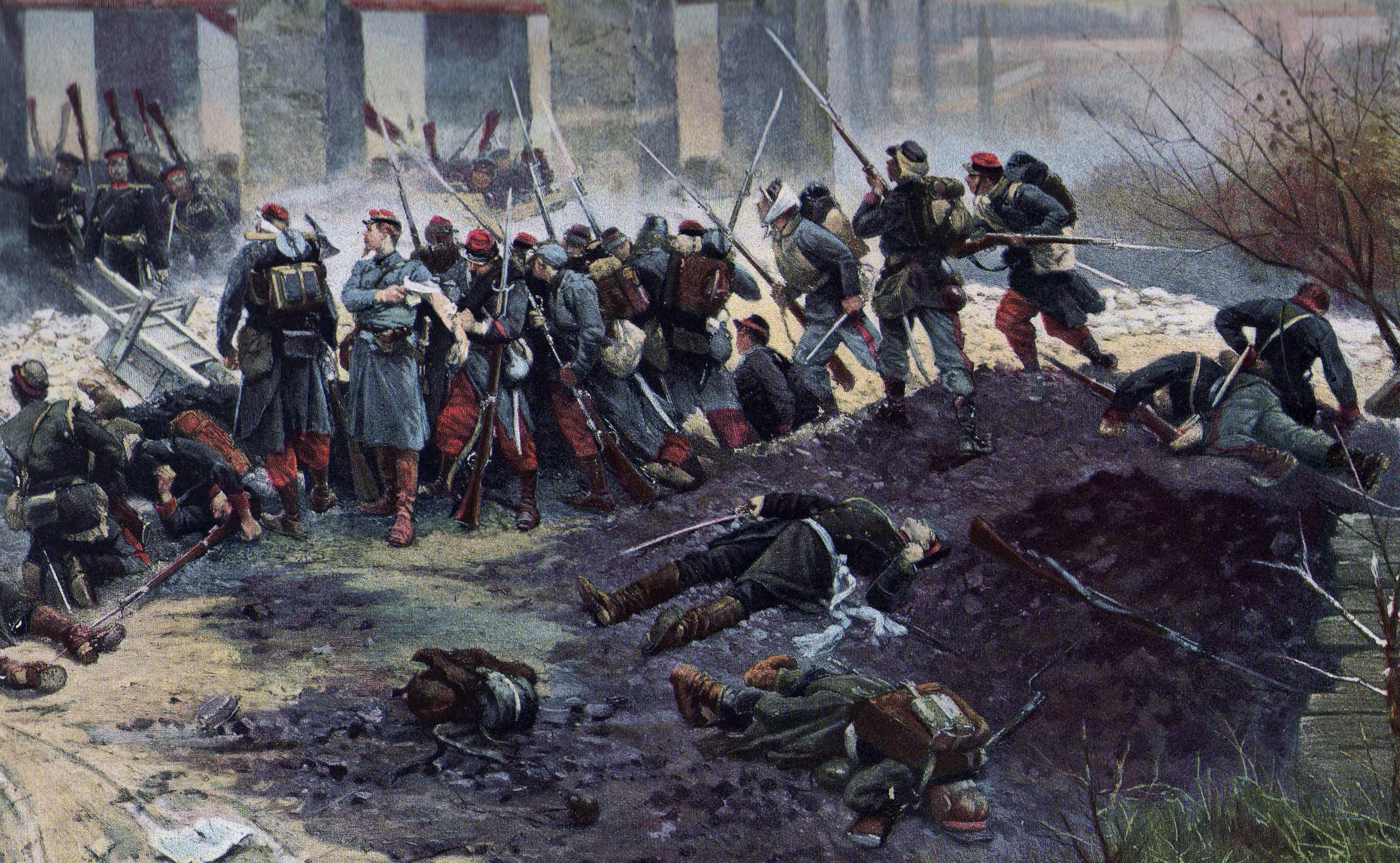
Bataille de Champigny, le four à chaux (détail), tableau d'Alphonse de Neuville.
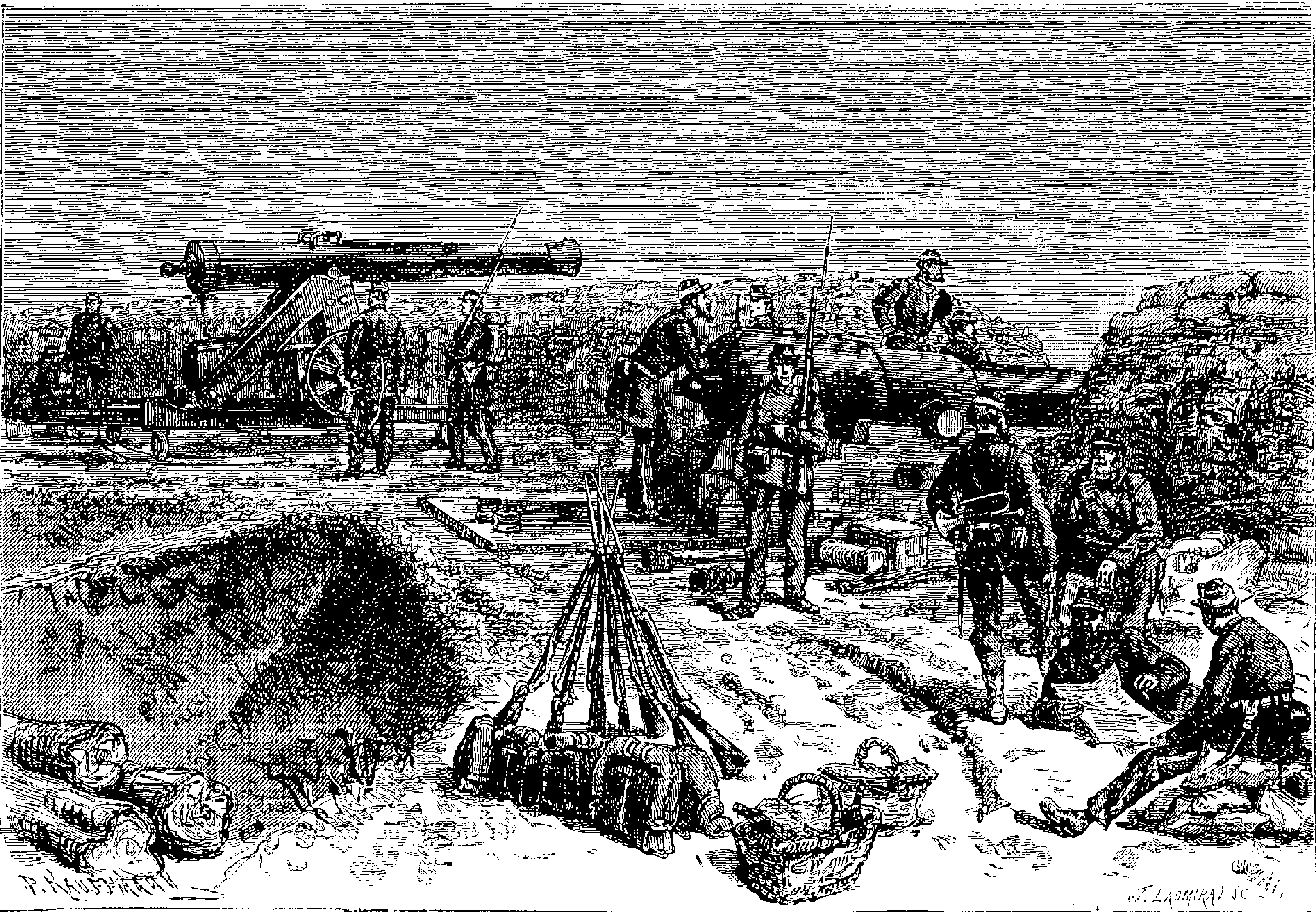
Batterie d’artillerie servie par les gardes nationaux, pendant le siège de Paris.
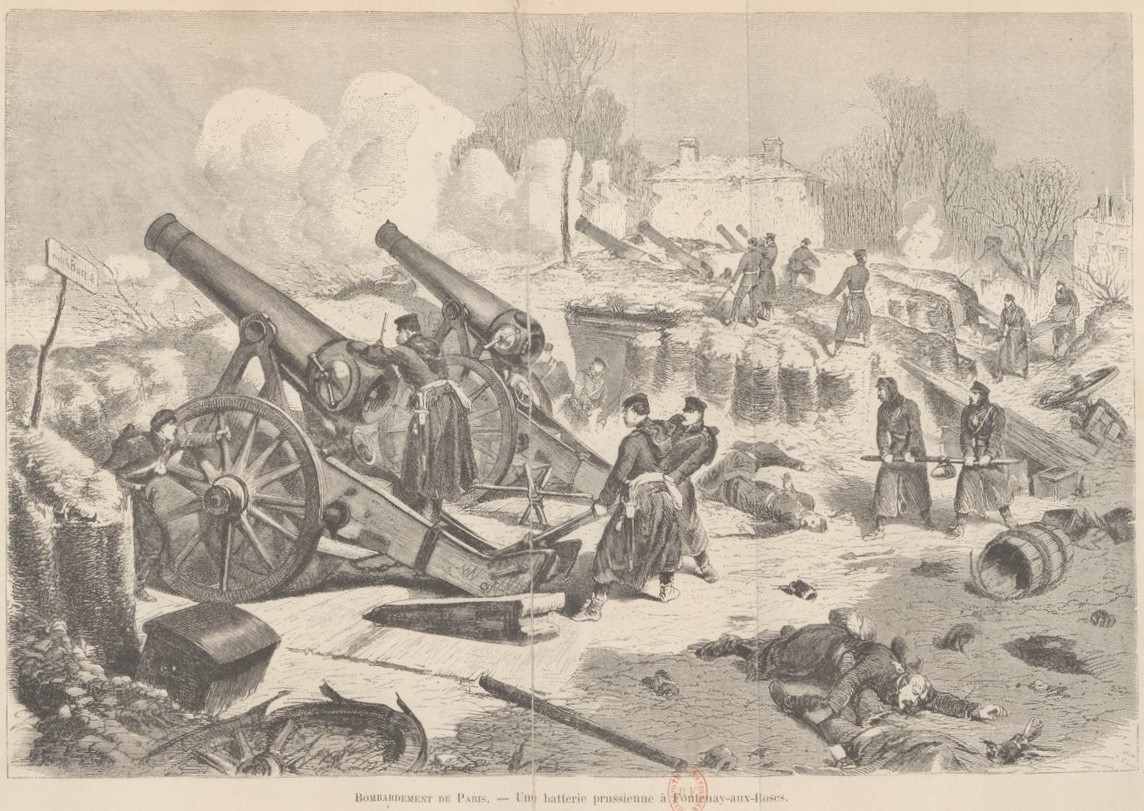
Une batterie positionnée à Fontenay-aux-Roses. Illustration parue dans Le bombardement de Paris par les Prussiens, en janvier 1871, Paris, Didot, 1872.

| Fort de Vanves Fort d'Issy Fort du Mont-Valérien Châtillon Clamart Bagneux Montrouge Buzenval |

| Montmesly L'Haÿ Choisy-le-Roi et · Gare-aux-Bœufs Champigny Villiers-sur-Marne Bry-sur-Marne Chevilly Plateau de Villejuif Thiais Redoute du Moulin de Saquet Fort de Montrouge Fort de Bicêtre Fort d'Ivry Fort de Charenton Fort de Vincennes Fort de Nogent |

## Vie quotidienne
Coupée du reste du pays, la capitale subit rapidement la rigueur exceptionnelle d’un hiver (pointes à −12 °C en décembre) tandis que les bombardements allemands aggravent la situation à partir de janvier 1871.

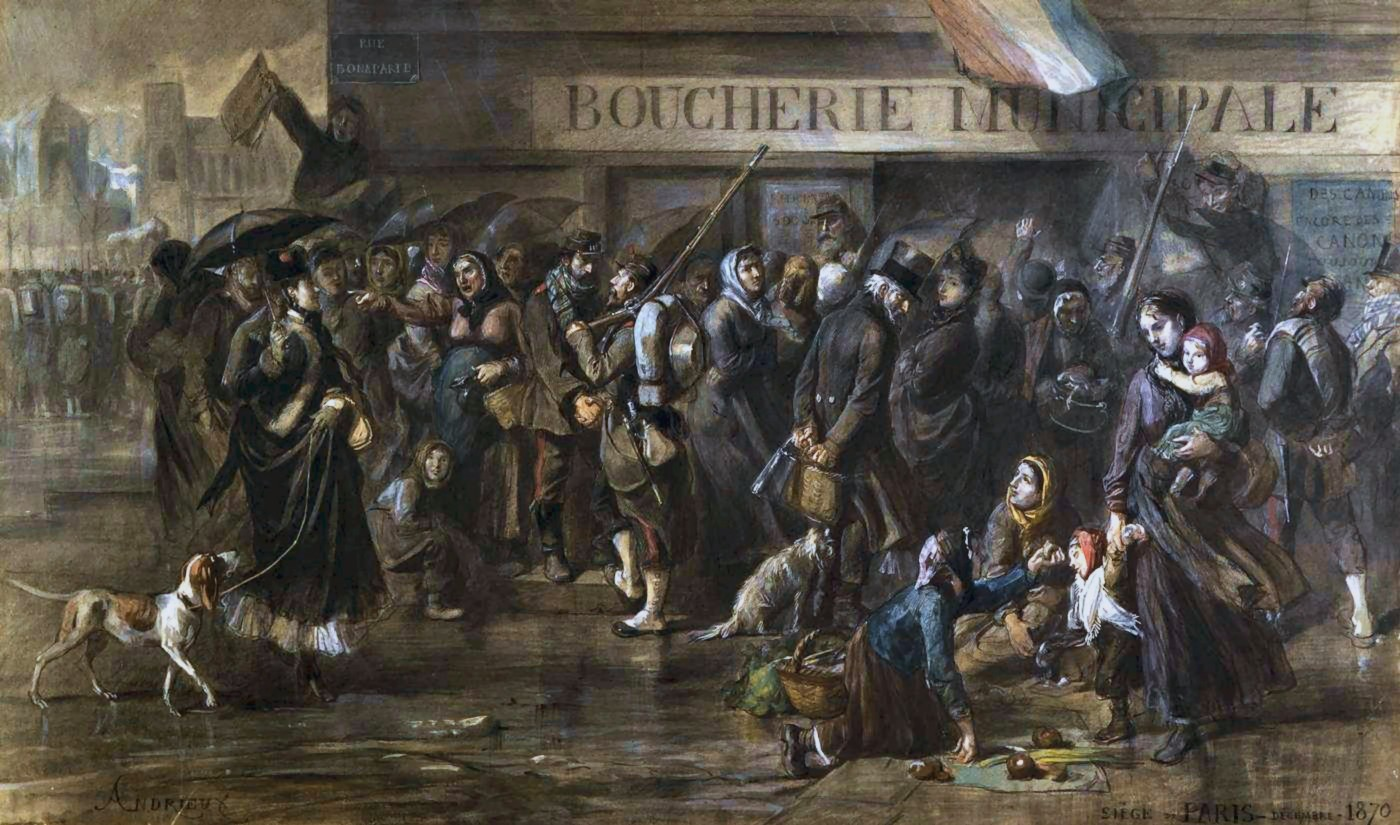
File d'attente à la boucherie, par Clément-Auguste Andrieux.

Le rationnement des denrées est organisé avec retard, les queues s’allongent devant les commerces de bouche littéralement pris d’assaut. Celui de la viande, consommée presque quotidiennement à cette époque par les Parisiens, est organisé à partir du début du mois d’octobre. Les prix de la viande, des conserves, du pain et des denrées alimentaires flambent. Les boulangers vendent un pain noir de composition inconnue. La bourgeoisie commence à abattre des chevaux, que les pauvres avaient été jusque-là les seuls à consommer. On mange même du chat, du chien, des rats. Dans la frange aisée de la population (particuliers ou restaurants de luxe), on servira de l’antilope, du chameau, du loup, de la girafe, du kangourou, de l’éléphant quand les animaux du Jardin des plantes seront sacrifiés,. Un interne des Hôpitaux de Paris écrit le 25 décembre 1870 : « J'ai mangé de tout, cheval, mulet, chat, chien, rat et j'ai trouvé le tout très bon. Je me promets (…) de vous faire manger des salmis de rats d'eau excellents… ». Le 30 novembre c'est le tour de Castor et Pollux, les deux éléphants du Jardin des Plantes connus de la plupart des Parisiens, d'être abattus, et les bouchers vendent de la trompe d'éléphant de premier choix à 40 francs la livre,. Il en ira de même avec les animaux du Jardin d'acclimatation.
Dans Choses vues, le 30 décembre 1870, Victor Hugo note : « Ce n’est même plus du cheval que nous mangeons. C’est peut-être du chien ? C’est peut-être du rat ? Je commence à avoir des maux d’estomac. Nous mangeons de l’inconnu ». Le 18 janvier suivant, il constate : « J’émiette aux poules notre pain noir. Elles n’en veulent pas ».
Les habitants sont privés de bois et charbon, et sans gaz, les rues sont plongées dans l'obscurité dès la tombée de la nuit.
Ces privations affectent surtout les classes populaires, déjà réduites à la misère par l’arrêt des activités économiques. Le taux de mortalité double en quelques mois (notamment à la suite des affections pulmonaires dues au froid et à la malnutrition), mais il n'y aura pas de véritables épidémies ; les cas de choléra resteront rares.
Les clubs révolutionnaires se multiplient où l’on débat de la patrie en danger et où l’on fait revivre le souvenir de 1789-1793. Le 31 octobre et le 22 janvier de grandes manifestations éclatent demandant la Commune et la sortie en masse. Ces manifestations sont réprimées.

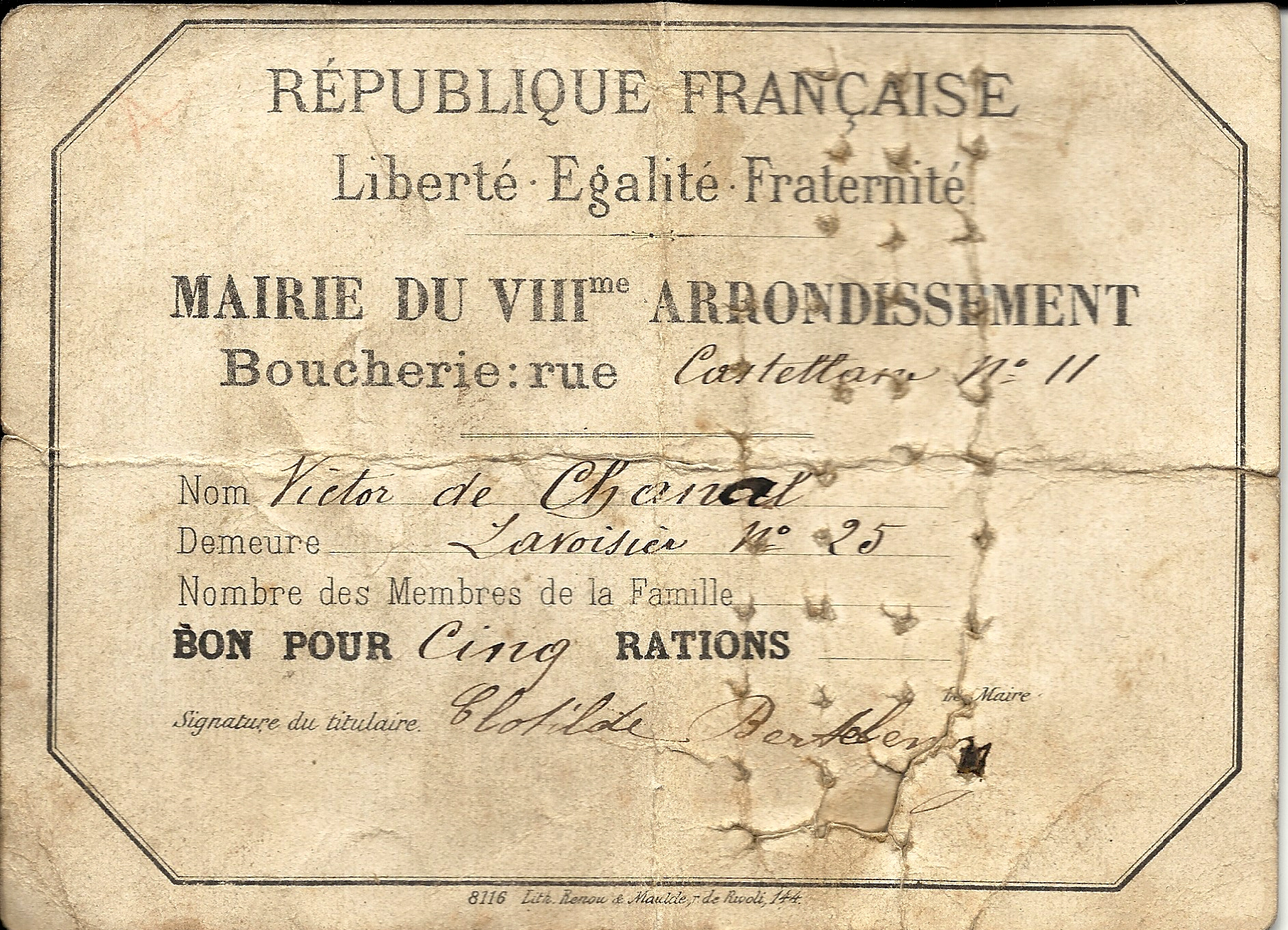
Carte de rationnement ayant appartenu au général Adolphe Victor de Chanal.
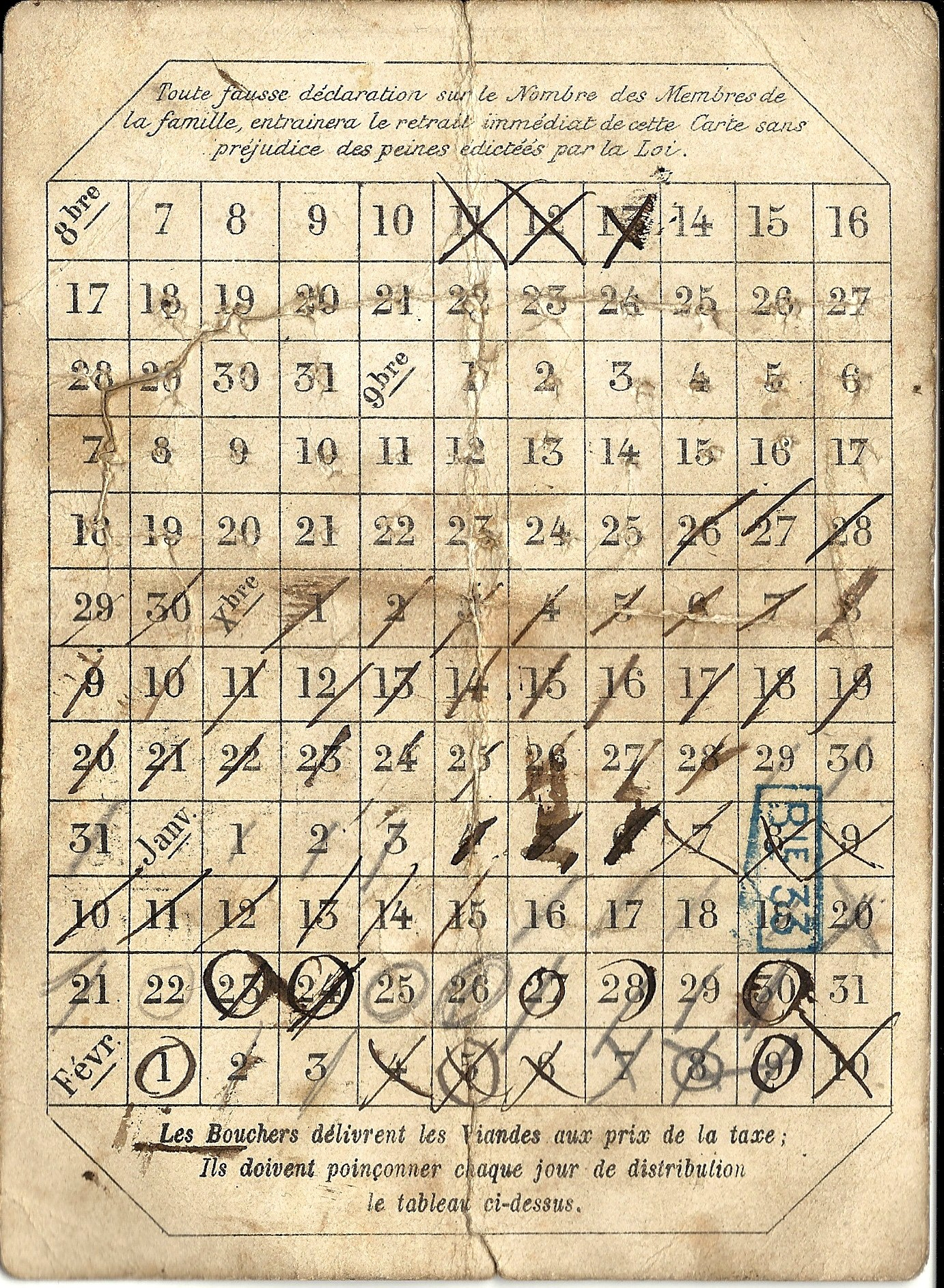
Carte de rationnement ayant appartenu au général Adolphe Victor de Chanal (verso)

## Communications

### Communications de la province vers Paris

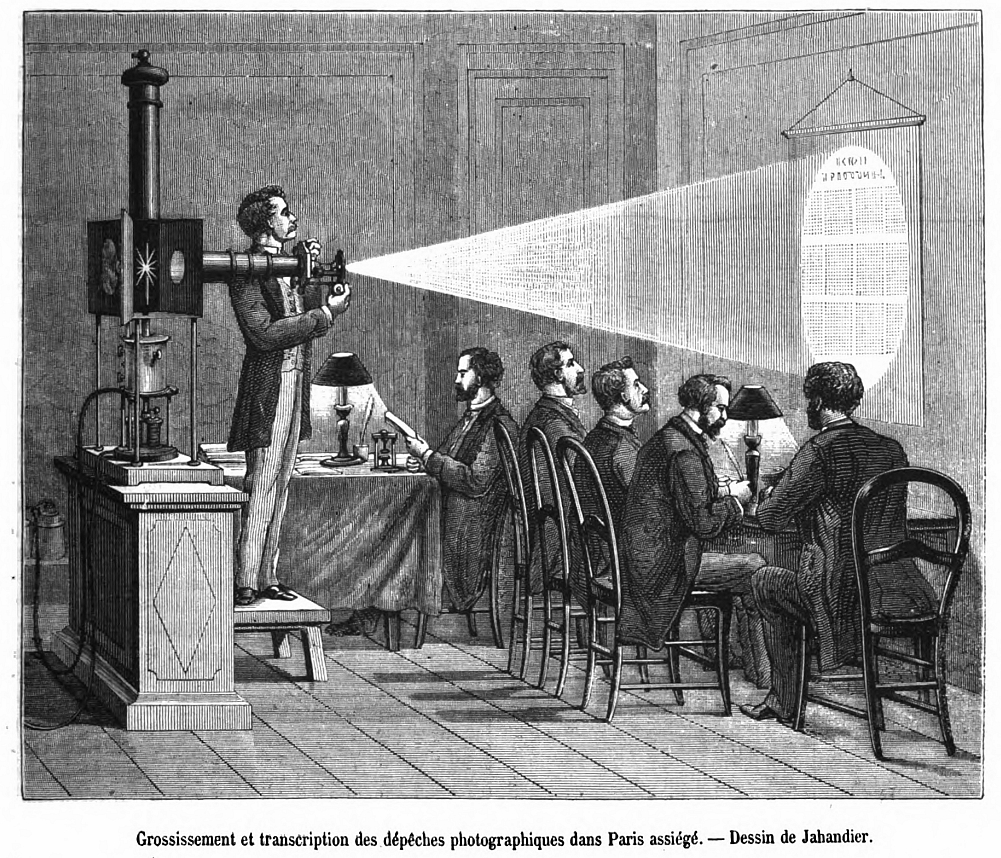
Grossissement et transcription des dépêches photographiques dans Paris assiégé. Tiré du Magasin Pittoresque, 1872.

- On a tenté d'utiliser, pour communiquer de l'extérieur vers la ville, des boules de Moulins (du nom de la ville de Moulins située loin des combats par où transitait ce type de courrier). On mettait les lettres dans des sphères étanches en métal qui suivaient le courant de la Seine et devaient être recueillies par des filets dans Paris. Aucune d'entre elles n'est arrivée durant le siège, les Prussiens ayant eux-mêmes tendu des filets, et les boulets étaient la plupart du temps pris dans les glaces ou dans la végétation. On en a retrouvé quelques-unes ensuite, très peu, les dernières dans les années 1980.
- Il fut soufflé de petites sphères en verre, avec un orifice par où était introduite la dépêche. Ces globes ressemblaient à des bulles d'eau et étaient suffisamment petites pour passer à travers les mailles des filets. Mais il se mit à geler et ces sphères restèrent bloquées dans les glaces.
- Il fut imaginé de faire rentrer à Paris des plongeurs qui auraient suivi le fond de la Seine dans des scaphandres sous-marins. Les plongeurs quittent la ville en ballon, mais celui-ci, le Général Chanzy, se posa en Bavière. Les Prussiens s'emparèrent des scaphandres et en firent des trophées exhibés en Prusse.
- L'administration des Postes proposa d'utiliser des chiens comme passeur de messages, dans leur collier. En janvier 1870, le ballon Général Faidherbe les déposa en province, mais aucun des chiens n'est revenu dans Paris.
- Le moyen qui se révéla le plus sûr et le moins coûteux fut l'utilisation de pigeons voyageurs. Les microfilms sur pellicule de collodion pouvaient comporter 40 000 messages[28]. Les Allemands firent venir d'Allemagne des faucons pour combattre ces messagers volants. Des pigeons quittaient Paris avec les ballons montés et rejoignaient la ville ensuite avec des messages. Beaucoup de pigeons n'arrivèrent pas à destination. La bourse de Paris resta ouverte pendant tout le siège de Paris[29].

### Communications de Paris vers la province

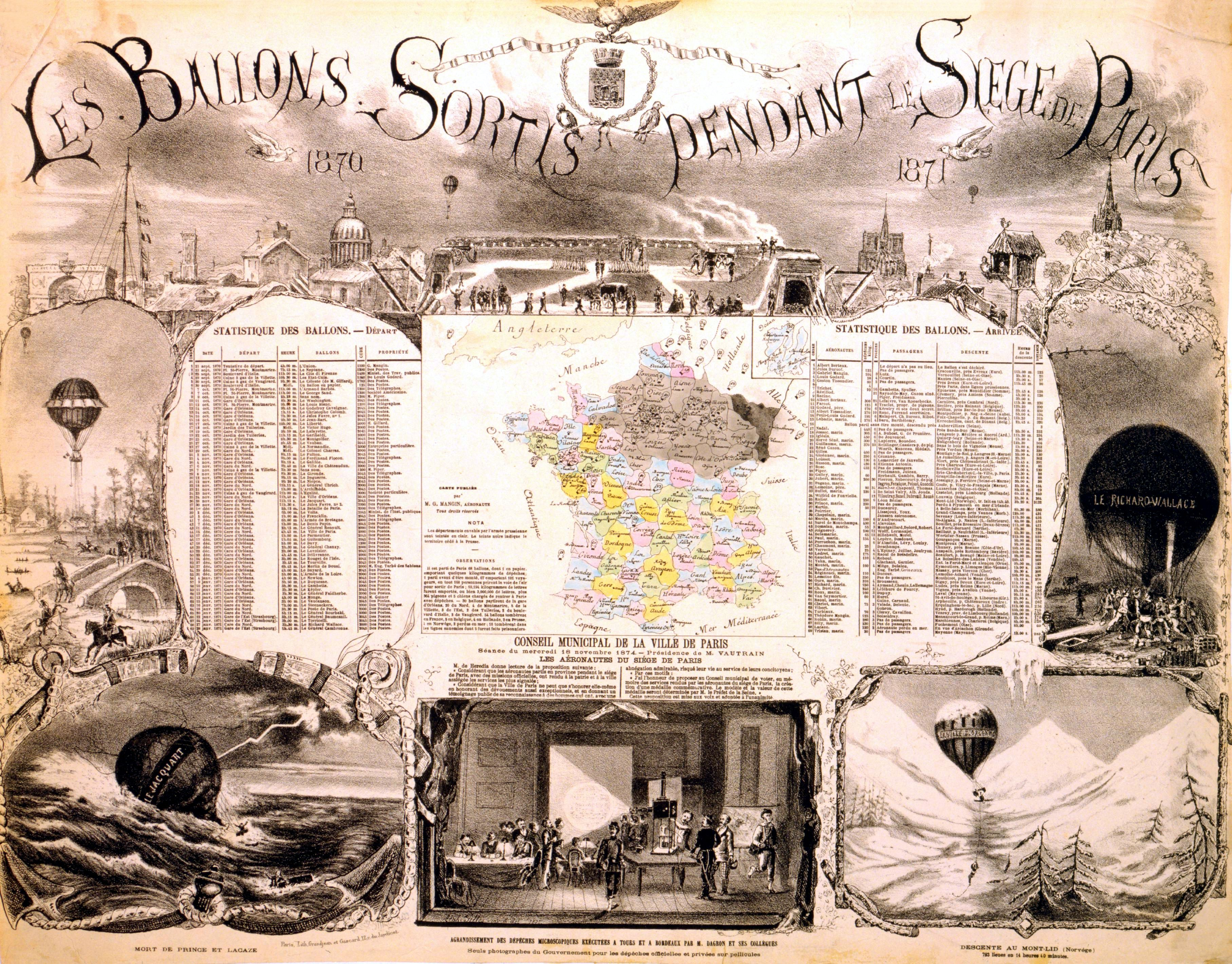
Les ballons sortis pendant le siège de Paris.

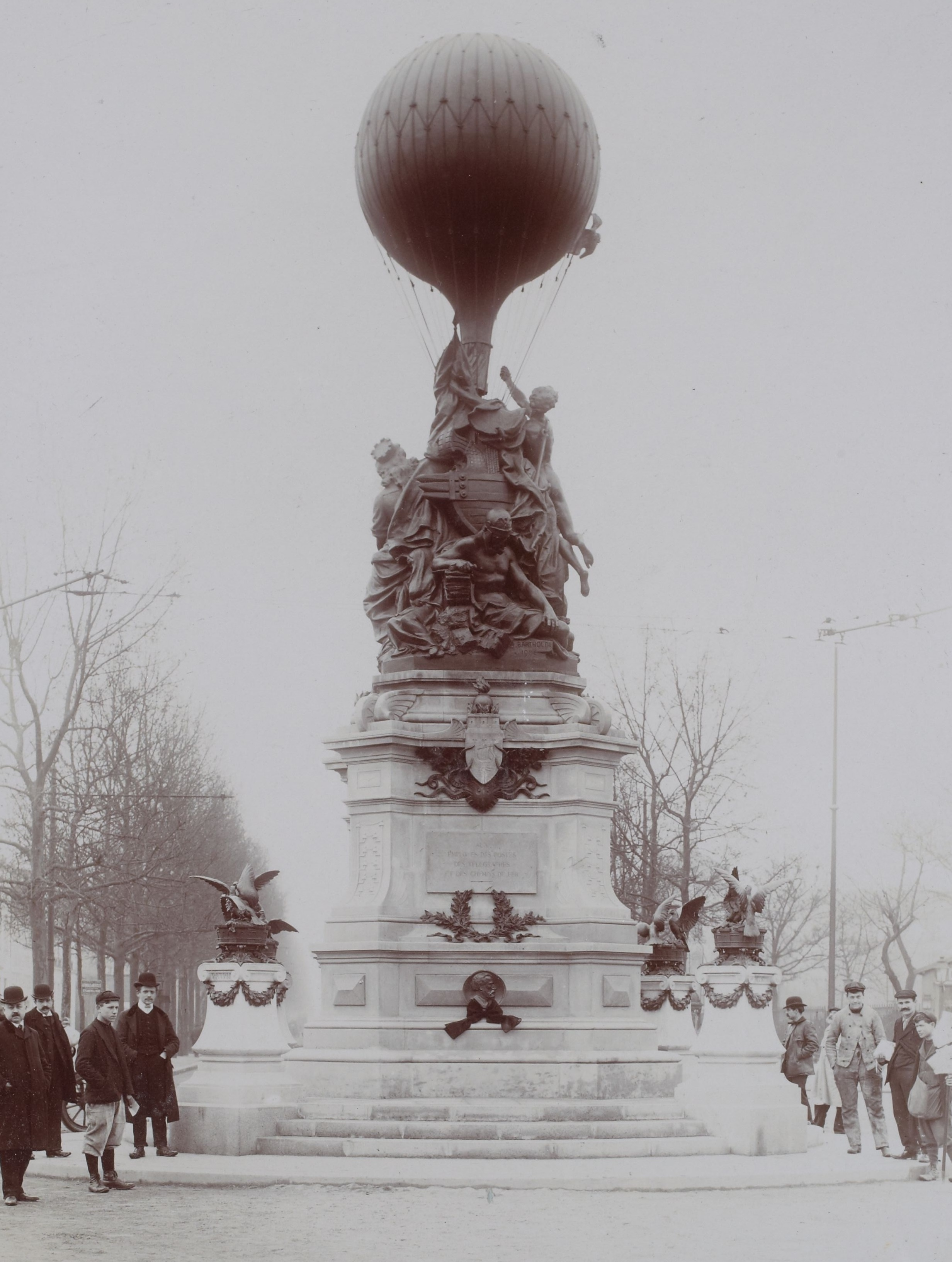
Le monument des Aéronautes de Bartholdi (inauguré à la Fête des Aéronautes du Siège, mémoire du siège de Paris, le 28 janvier 1906).

Pour les communications entre Paris et la province, on a eu recours à divers systèmes :
- de nombreux pigeons voyageurs avaient été amenés de Roubaix et Tourcoing, importantes cités industrielles de l'époque, permettant d'envoyer du courrier vers ces villes.
- des ballons de baudruche, auxquels on accrochait des messages (ces derniers appelés de Gravilliers du nom de cette rue du 3e arrondissement d'où ils partaient).
- Une tentative de transmission de courant électrique par la Seine eut lieu sous la direction de Paul Desains, mais sans résultat concret. En revanche, cette expérience donna naissance à l'émission d'ondes radio ultérieurement.
- Deux câbles télégraphiques furent installés avant le siège de Paris. L'un vers Rouen dans le lit de la Seine mais découvert par l'armée prussienne, sur indiscrétions de deux riverains : ils draguèrent la Seine entre Saint-Germain-en-Laye et Bougival, remontèrent le câble et le sectionnèrent. L'autre fut involontairement coupé en faisant sauter un pont.
- À l'initiative de Nadar, le transport des personnes s'effectuera au moyen de ballons montés. Le premier à décoller fut Le Neptune le 24 septembre, avec Jules Duruof à son bord. Ils étaient remplis de gaz d'éclairage. Certains arrivèrent en Norvège, en Allemagne ou tombèrent dans l'Atlantique, mais la plupart atterrirent en province. Pendant le siège, 65 ballons transportèrent 164 passagers, 381 pigeons, 5 chiens et environ 2 à 3 millions de lettres[28]. C'est le 7 octobre à 11 h que Léon Gambetta s'envola sur l'Armand Barbès. Il atterrit à 3 h de l'après-midi dans le bois de Favières (Oise), rejoignit la délégation de Tours le 9 octobre par Montdidier et Rouen. Investi des pouvoirs du ministère de la Guerre et de l'Intérieur, il va y déployer une énergie peu commune à organiser les armées de province.

## Fin du siège
Après la signature et le cessez-le-feu qui interviennent le 28 janvier 1871 à 20 h 40, les préliminaires de paix se poursuivent en février. Les armées allemandes obtiendront de Thiers une occupation symbolique des Champs-Élysées du 1er au 3 mars. L'Assemblée nationale s'installe à Versailles pour éviter la pression de la Garde mobile parisienne en état de quasi-insurrection. Enfin, la journée du 18 mars entraîne l'instauration de la Commune de Paris et le second siège mené par les armées régulières contre les insurgés.
En février 1871, Victor Hugo aura ce mot : « Paris a été victime de la défense autant que de l'attaque ».

## Œuvres de fiction
- Alphonse Daudet, « L’Enfant-espion » (Contes du lundi, 1873).
- Émile Zola, La Débâcle (1892).
- Mohamed Boudjedra, le Directeur des promenades (2002).
- Hervé Jubert, Blanche ou la triple contrainte de l'enfer (2005).
- Liliane Korb, Temps sans frontières (1989)
- William Chambers, « La Rue du Premier Obus » (Le Roi en Jaune, 1895).

#### Témoignages
- Jules Claretie, Paris assiégé. Journal 1870-1871.
- Edmond Deschaumes, La France moderne : journal d'un lycéen de 14 ans pendant le siège de Paris (1870-1871).
- Alain Frerejean et Claire L'Hoër, Le Siège et la Commune de Paris. Acteurs et témoins racontent. 1870-1871, L'Archipel, 2020.
- Jacques-Henry Paradis, Journal du siège de Paris, septembre 1870 - janvier 1871, 1re édition 1872 ; rééd. Éditions Tallandier, coll. « Texto », 2008  (ISBN 978-2-84734-519-3). Un riche témoignage d'un « bourgeois de Paris » comme il s'appelle lui-même, au jour le jour, des événements du siège.
- Jean-François Lecaillon, Le Siège de Paris en 1870. Récits de témoins, Bernard Giovanangeli Éditeur, 2005.
- Adrien Mentienne, Souvenirs du Siège de Paris et des Batailles de la Marne en 1870.
- Francis Wey : Chronique du siège de Paris, 1870-1871
- Le Siège de Paris

#### Études historiques
- Jérôme Baconin, Paris 1870-1871, l'année terrible, coll. « Mémoire en images », éditions Alan Sutton, 2007  (ISBN 978-2-84910-705-8). Un ouvrage illustré faisant une synthèse chronologique des événements du siège.
- Alfred Colling, La Prodigieuse Histoire de la Bourse, Société d'éditions économiques et financières, 1949. .
- (de) Theodor Fontane, Der Krieg gegen Frankreich 1870–1871. 3 Bände. Verlag der Königlichen Geheimen Ober-Hofbuchdruckerei, Berlin 1873–1876. (Nachdruck : Verlag Rockstuhl, Bad Langensalza 2004, Band 1  (ISBN 3-937135-25-1), Band 2  (ISBN 3-937135-26-X) und Band 3  (ISBN 3-937135-27-8)).
- (de) Jan Ganschow, Olaf Haselhorst, Maik Ohnezeit (Hrsg.), Der Deutsch-Französische Krieg 1870/71. Vorgeschichte – Verlauf – Folgen. Ares-Verlag (de), Graz, 2009  (ISBN 978-3-902475-69-5).
- Bernard Giovanangeli et alii, 1870, Les soldats et leurs batailles, coédition Bernard Giovanangeli éditeur – ministère de la Défense, 2006  (ISBN 2-909034-95-X).
- Jean-Claude Lettré, La fabuleuse histoire des boules et ballons de la délivrance : « Les transmissions du courrier pendant le siège de Paris, guerre de 1870 – 1871 », Éditions Aramis, 2006, 20 bis chemin du Pessay, 74940, Annecy-le-Vieux.
- Jean-Claude Lettré, Mémoire d'une guerre oubliée et de son histoire postale, siège de Paris 1870 – 1871, Éditions Aramis, 2010, 20 bis chemin du Pessay 74940 Annecy le vieux.
- Frédéric Mounier, Le Siège de Paris. Une histoire française, 1870-1871. Quand le peuple voulait la guerre, Cerf, 2021.
- Thibault Montbazet, Une année terrible. Histoire biographique du siège de Paris 1870-1871, Passés Composés, 2022.
- Jean Lopez, « Le siège de Paris (1870-1871) », Guerres & Histoire,‎ juin 2020, p. 18 (ISSN 2115-967X).
- François Roth, La Guerre de 70, Fayard, Paris, 1990 (réédition en poche).
- Pierre Lehautcourt : Histoire de la guerre de 1870-1871. 2, 6 : Chatillon, Chevilly, La Malmaison (7 août-27 octobre 1870), 2, 7 : Le Bourget, Champigny (28 octobre- 3 décembre 1870), 2, 8 : Buzenval, la capitulation (4 décembre 1870-29 janvier 1871)